# تعادل الميزانية الحكومية
تُعتبر ميزانية الحكومة البيان المالي الذي يُمثل الإيرادات والنفقات المقترحة من قبل الحكومة لسنة مالية. يُشار لميزانية الحكومة أيضًا بميزان الحكومة العام أو الميزان العام للحكومة أو الميزان المالي العام، ويُعتبر هذا الميزان الفارق العام بين إيرادات الحكومة ونفقاتها. يُدعى التوازن الإيجابي باسم فائض ميزانية الحكومة، أما التوازن السلبي فهو عجز في ميزانية الحكومة. تُحضّر ميزانية لكل مستوى من مستويات الحكومة (من الوطني إلى المحلي)، وتأخذ بالحسبان الالتزامات الأمنية الاجتماعية العامة.
يُمكن تقسيم ميزانية الحكومة إلى الميزانية الأولية ودفعات الفائدة على دين الحكومة التراكمي؛ ومع بعضهما يشكلان الميزانية. وعلاوة على ذلك، يمكن تقسيم الميزانية إلى توازن هيكلي (يُعرف أيضًا باسم التوازن المعدل دوريًا) والمكون الدوري: يُحاول التوازن الهيكلي التوافق مع تأثير التغيرات الدورية في إجمالي الناتج المحلي الحقيقي، وذلك من أجل الإشارة إلى حالة الميزانية على المدى الطويل.
يُعد فائض ميزانية الحكومة أو عجزها متغيرًا للتدفق، وذلك بما أنه مقدار لكل وحدة زمنية (سنة، بشكل نموذجي). وبالتالي فهو مختلف عن دين الحكومة الذي يُعتبر متغير أسهم، بما أنه يُقاس في نقطة محددة من الزمن. يُعادل التدفق التراكمي لحالات العجز حجم الديون.

## التوازن القطاعي
يُصنف التوازن المالي للحكومة بأنه واحد من بين ثلاثة توازنات قطاعية رئيسة في الاقتصاد الوطني، أما التوازنين الآخرين فهما القطاع الأجنبي والقطاع الخاص. يجب أن يكون مجموع حالات الفائض والعجز في هذه القطاعات الثلاثة صفرًا وذلك من حيث التعريف. على سبيل المثال، إذا كان هناك فائض مالي أجنبي (أو فائض في رأس المال) بسبب استيراد رأس المال (الصافي) لتمويل العجز التجاري، وهناك أيضًا فائض مالي في القطاع الخاص، وذلك لان مدخرات الأسر المعيشية تتجاوز استثمار الأعمال التجارية، وبحكم الطبيعة يجب أن يوجد عجز في ميزانية الحكومة ليصبح ثلاثتهم صفرًا.
يشمل قطاع الحكومة كل من الحكومة المحلية وحكومة الدولة والحكومة الفيدرالية. فعلى سبيل المثال، بلغ عجز ميزانية حكومة الولايات المتحدة في عام 2011 نحو 10% من إجمالي الناتج المحلي (كان 8.6% من إجمالي الناتج المحلي فيدراليًا)، وهو ما يوازن فائض رأس المال البالغ قدره 4% من إجمالي الناتج المحلي وفائض القطاع الخاص الذي يبلغ 6% من إجمالي الناتج المحلي.
يقول الصحفي المالي مارتن وولف أن التحولات المفاجئة من العجز إلى الفائض قد أجبرت ميزان الحكومة على العجز، ويستشهد بمثال الولايات المتحدة: «اتجه التوازن المالي للقطاع الخاص نحو الفائض من خلال الكم التراكمي المذهل الذي يبلغ 11.2 بالمئة من إجمالي الناتج المحلي بين الربع الثالث من عام 2007 والربع الثاني  من عام 2009، وهذا عندما وصل العجز المالي لحكومة الولايات المتحدة (الفيدرالية والولايات) إلى ذروته...لا توجد أية تغيرات في السياسة المالية لتفسر هذا الانهيار في العجز المالي الهائل بين عام 2007 وعام 2009، وذلك لأنه لم يكن أي منها هامًا». يُفسر هذا الانهيار بالتحول الهائل للقطاع الخاص من العجز المالي إلى الفائض أو بكلمات أخرى من الكساد إلى الازدهار.
يشرح الخبير الاقتصادي بول كروغمان في ديسمبر عام 2011 أسباب التحول الهائل من العجز الخاص إلى الفائض: «يعكس هذا التحول الكبير نحو الفائض نهاية فقاعة الإسكان، وارتفاعًا حادًا في المدخرات الأسرية وتدهورًا في استثمار الأعمال التجارية بسبب قلة الزبائن».
تُشتق التوازنات القطاعية (التي تعرف أيضًا باسم التوازنات المالية القطاعية) من إطار التحليل القطاعي لتحليل الاقتصاديات الكبرى للاقتصادات الوطنية التي طورها الخبير الاقتصادي البريطاني وين غودلي.
يُشكل إجمالي الناتج المحلي قيمة كل البضائع والخدمات المُنتجة ضمن البلد خلال عام واحد. يقيس إجمالي الناتج المحلي التدفقات عوضًا عن الأسهم (على سبيل المثال: يُعتبر العجز العام تدفقًا يُقاس بوحدة زمن، بينما يُعتبر دين الحكومة أسهمًا، فهو تراكم). يُمكن التعبير عن إجمالي الناتج المحلي بشكل مساوٍ من ناحية الإنتاج أو أنواع البضائع المنتجة مؤخرًا التي تم شراؤها، وفقًا لعلاقة المحاسبة الوطنية بين النفقات الإجمالية والدخل:
{\displaystyle Y=C+I+G+(X-M)}
بحيث تكون Y إجمالي الناتج المحلي (الإنتاج؛ والدخل بشكل مقابل) C هي إنفاق الاستهلاك وI هي إنفاق الاستثمار الخاص وG هي قيمة إنفاق الحكومة على البضائع والخدمات بينما X هي الصادرات وM هي الواردات (فبالتالي X – M هي الصادرات الصافية).
يوجد منظور آخر لمحاسبة الدخل الوطني وهو ملاحظة أن الأسر المعيشية يمكن أن تخصص دخلًا كُليًا (Y) ي الاستخدامات التالية:
{\displaystyle Y=C+S+T}
بحيث تكونS  قيمة الادخار الكلي وT الضريبة الكلية الصافية على دفعات التحويل.
وبدمج كلا المنظورين ينتُج ما يلي:
{\displaystyle C+S+T=Y=C+I+G+(X-M).}
وبالتالي:
{\displaystyle S+T=I+G+(X-M).}
يتضمن ذلك الهوية الحسابية للتوازنات القطاعية الثلاثة وهي المحلي الخاص وميزانية الحكومة والخارجي:
{\displaystyle (S-I)=(G-T)+(X-M).}
تقول معادلة التوازنات القطاعية أن إجمالي الادخار الخاص (S) ناقص الاستثمار الخاص (I) يجب أن يساوي العجز العام (الإنفاق G ناقص الضرائب الصافية T) زائد صافي الصادرات (الصادرات (X) ناقص الواردات ((M) حيث يكون صافي الصادرات هو الإنفاق الصافي لغير المقيمين على إنتاج هذا البلد. يساوي إجمالي الادخار الخاص الاستثمار الخاص زائد العجز العام زائد صافي الصادرات.
في الاقتصادات الكبرى، تصف النظرية النقدية الحديثة أي تداول بين القطاع الحكومي والقطاع غير الحكومي بكونه تداولًا عموديًا. يشمل القطاع الحكومي الخزينة والبنك المركزي، بينما يشمل القطاع غير الحكومي الأشخاص والشركات الخاصة (بما يشمل النظام البنكي الخاص)، أما القطاع الخارجي فيتمثل بالباعة والمشترين الخارجيين.
وفي أي فترة زمنية معينة، يمكن أن تكون ميزانية الحكومة إما في حالة عجز أو فائض. يحدث العجز عندما تنفق الحكومة أكثر مما تفرضه من الضرائب؛ ويحدث الفائض عندما تفرض الحكومة ضرائب أكثر من الذي تنفقه. يُظهر تحليل التوازنات القطاعية أنه من الناحية المحاسبية، يضيف عجز ميزانية الحكومة الأصول المالية الصافية إلى القطاع الخاص. وهذا لان عجز الميزانية يعني أن الحكومة قد أودعت، خلال فترة من الزمن، سندات وأموال في الممتلكات الخاصة أكثر مما أزالت من الضرائب. أما فائض الميزانية فيعني العكس: فبالمجمل، تكون الحكومة قد أزالت سندات وأموال أكثر من الممتلكات الخاصة من خلال الضرائب وذلك مقارنة بالذي أعادته من خلال الإنفاق.
وبالتالي تُعرف حالات عجز الميزانية بأنها مساوية لإضافة الأصول المالية إلى القطاع الخاص، في حين تُزيل حالات الفائض في الميزانية الأصول المالية من القطاع الخاص.
ويتمثل ذلك بهذه المطابقة:
{\displaystyle (G-T)=(S-I)-NX}
بحيث تكون القيمة NX للصادرات الصافية. ويتضمن ذلك أن الادخار الصافي الخاص يكون ممكنًا فقط إذا أدارت الحكومة حالات العجز، وبالمقابل، يُجبر القطاع الخاص على الإنفاق أكثر مما يدخر عندما تدير الحكومة الفائض في الميزانية. ووفقًا لإطار التوازنات القطاعية، يُعادل الفائض في الميزانية الادخار الصافي؛ في وقت الطلب عالي الفعالية وهذا ما قد يؤدي إلى اعتماد القطاع الخاص على الائتمان لتمويل نماذج الاستهلاك.